# Agrostis leptotricha
Agrostis leptotricha é uma espécie de gramínea do gênero Agrostis, pertencente à família Poaceae.